# Strukturbeton

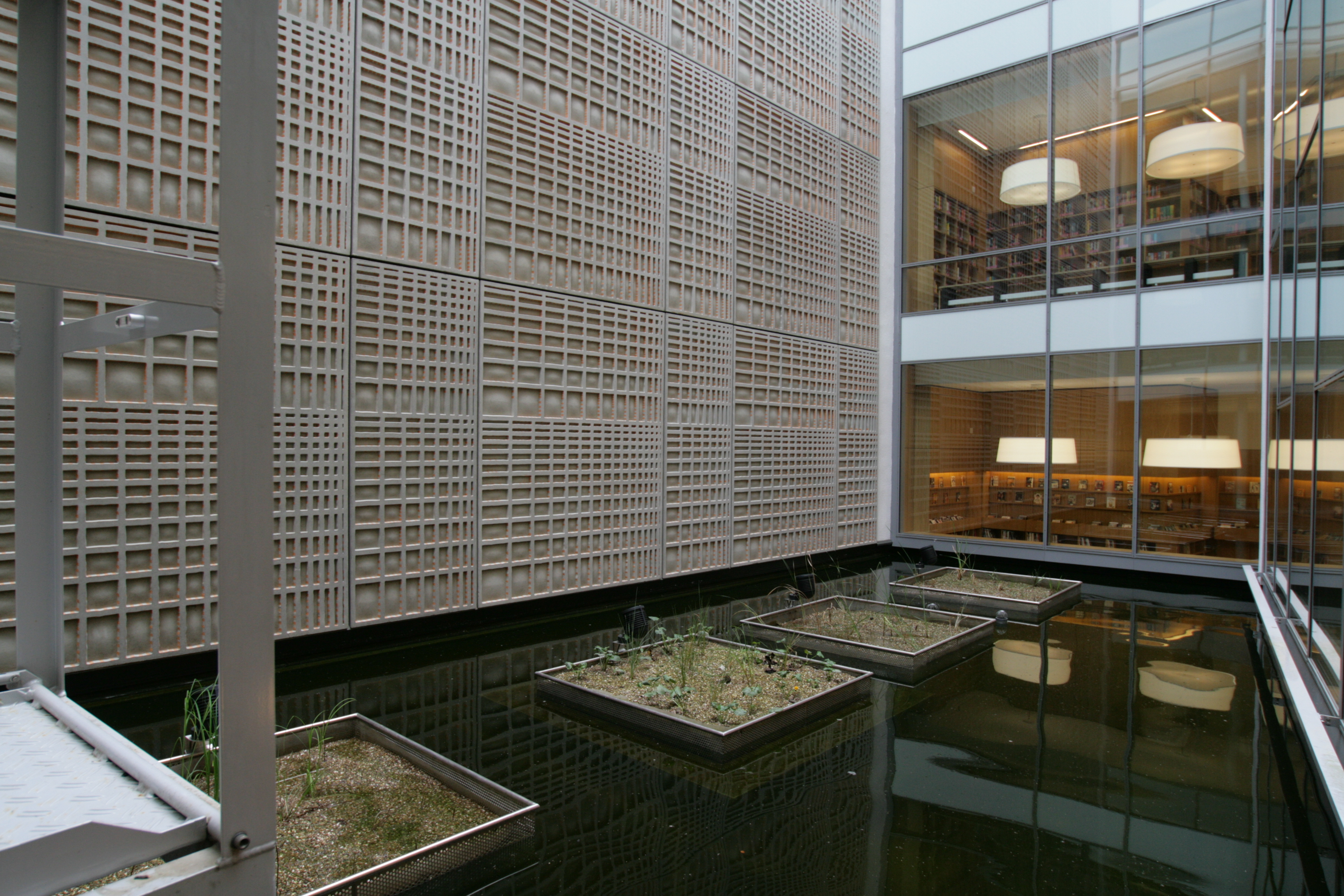
Geometrische Struktur

Strukturbeton, auch Texturbeton genannt ist eine Form des Sichtbetons, bei dem die Oberfläche plastisch gestaltet wird. Der Begriff bezieht sich im Regelfall nur auf die Gestaltung der Oberfläche. Strukturbeton ist ein Gestaltungsmittel in der Architektur von Fassaden: Giebelwände, Balkone, Eingänge, Treppenhäuser, Brüstungen, Attiken und viele andere Bauteile können mit Strukturbeton gestaltet werden.
Strukturbeton kann Mittels elastischer Formen, durch Einbringung von Strukturmatrizen in die Schalung, Bearbeitung der Frischbetonoberflächen oder durch  die nachträgliche Bearbeitung der Oberfläche des erhärteten Betons hergestellt werden.

## Steinmetzmäßige Bearbeitung
Die älteste Form der Herstellung von Strukturbeton ist die steinmetzmäßige Oberflächenbearbeitung, um das ungewünschte Erscheinungsbild von nacktem Sichtbeton und seiner Schalungsabdrücke zu überformen. Übliche Bearbeitungsformen sind das Scharrieren und Stocken. Hierzu ist auch Maschineneinsatz mit dem Druckluftmeißel möglich.

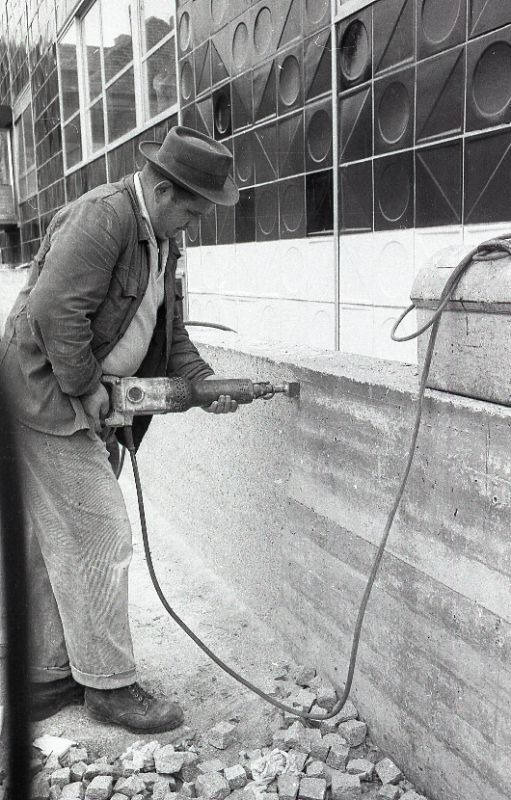
Oberflächenbearbeitung einer Betonfläche mit dem Druckluft-Stockhammer, 1964 (Stadthalle Göttingen, Foto: Fritz Paul)

## Strukturvarianten
Mittels der Strukturmatrizen lassen sich alle denkbaren Strukturen herstellen. Zusätzliche können die Betonflächen farblich gestaltet werden.

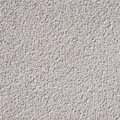
Putzstruktur
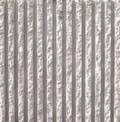
Brucheffekt
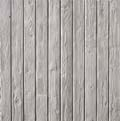
Holzstruktur
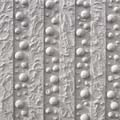
Fantasie-Struktur
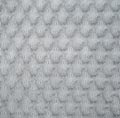
CNC-Grafik-Struktur
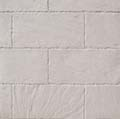
Mauerwerk-Struktur
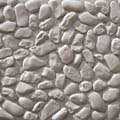
Stein- und Fels-Struktur
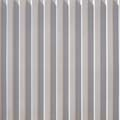
Rippen- und Wellenprofil
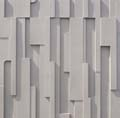
Geometrie-Struktur
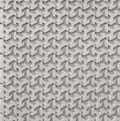
Oriental-Struktur
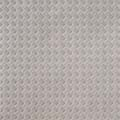
Antirutsch-Struktur

## Foto-Gravur-Technik
Bei der Foto-Gravur-Technik handelt es sich um ein computerunterstütztes Verfahren, Bildinformationen durch Frästechnik auf Plattenwerkstoffe zu übertragen. Dazu wird zunächst eine Bildvorlage eingescannt und in 256 Graustufen umgewandelt. Für die Übertragung des Bildes auf den Werkstoff wird aus den ermittelten Grauwerten eine Bearbeitungsdatei generiert, die Fräsbefehle für eine CNC-Fräse enthält. Ein entsprechend gefrästes Modell dient dann als Vorlage für die Fertigung der elastischen Foto-Gravur-Matrizen. Deren Elastizität, Qualität und Reproduzierbarkeit machen das gesamte Verfahren ästhetisch und ökonomisch für eine bildähnliche Betonoberfläche umsetzbar.

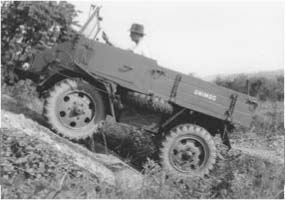
Originalbildvorlage
Entwurf Foto-Gravur-Matrize
Fertiges Betonelement

### Lichtwirkung

Fotogravur Zeichnung 1

Fotogravur Zeichnung 2

Fotogravur Zeichnung 3

Wie jede Struktur lebt auch die Fotogravur vom Licht- und Schattenspiel an der Fassade. Streiflicht lässt das Foto im Beton deutlicher erscheinen als Frontallicht. An der Fassade führt das wandernde Sonnenlicht zu abwechslungsreichen Bildeindrücken. Im Innenbereich kann die Struktur durch Beleuchtung akzentuiert werden. Die reliefartige Oberfläche der Fotogravur erzeugt einzig durch Licht- und Schatteneffekte ein Abbild der Bildvorlage. Durch die Ausrichtung der V-förmigen Nuten zur (dynamischen) Lichtquelle und der jeweiligen Position des Betrachters ist der Grad der Erkennbarkeit des Motivs bestimmt. Bei schräg einfallendem Licht bilden sich die Schattenlängen analog zu den Nutentiefen aus. Sie erzeugen den Schwarz-Anteil des Bildes. Das Motiv ist dadurch aus lotrechter bzw. entgegengesetzter Betrachtungsposition gut erkennbar.
Aus einer dem Lichteinfall gleichgerichteten Betrachtungsposition verkürzen sich die erkennbaren Schattenbereiche. Das Motiv wird dadurch kontrastärmer. Ist der Betrachtungswinkel spitzer als der Lichteinfallswinkel, erscheint das Motiv „negativ“.
Bei lotrechtem Lichteinfall zur Objektebene bilden sich in den Nuten keine Schatten aus – das Motiv ist aus keiner Betrachtungsposition erkennbar.

### Galerie

Amsterdam
Tremca Quebec
Toulouse
Bleiswijk
Hamburg
Chinon